# Bhekimpi Dlamini
książę Bhekimpi Alpheus Dlamini (ur. 26 listopada 1924, zm. 1 listopada 1999 w Mbabane) – suazyjski polityk, premier od 25 marca 1983 do 6 października 1986.
Był politykiem przyjaźnie nastawionym do rasistowskiego reżimu rządzącego RPA.